# Chlenias apalama
Chlenias apalama là một loài bướm đêm trong họ Geometridae.